# Abdul Alhazred
Abdul Alhazred – fikcyjna postać stworzona przez pisarza Howarda Phillipsa Lovecrafta, wzmiankowana po raz pierwszy w Zapomnianym mieście (The Nameless City, 1921).

## W opowiadaniach Lovecrafta
W opowiadaniach Lovecrafta, m.in. w Ogarze (The Hound, 1922), Święcie (The Festival, 1923), W górach szaleństwa (At the Mountains of Madness, 1931) czy Snach w domu wiedźmy (The Dreams in the Witch House, 1932), Abdul Alhazred, zwany często „szalonym Arabem”, wzmiankowany jest jako autor Necronomiconu, zakazanej księgi mającej zawierać starożytną wiedzę tajemną i odniesienia do Wielkich Przedwiecznych. Więcej informacji o tej postaci Lovecraft zawarł w krótkim opowiadaniu Historia „Necronomiconu” (History of the „Necronomicon”, 1927). Zgodnie z zawartymi tam informacjami Abdul Alhazred, „szalony poeta z Sany w Jemenie”, żyć miał w 1 połowie VIII wieku, za rządów Umajjadów. W ciągu swego życia odbył on wiele podróży, zwiedzając m.in. ruiny Babilonu i podziemia Memfis. Dziesięć lat spędził samotnie na wielkiej południowej pustyni Arabii, którą zamieszkiwać miały „złe duchy i potwory śmierci”. O szaleństwie Abdula Alhazreda świadczyć miały jego twierdzenia, iż odnalazł zaginiony Irem, Miasto Filarów, oraz że pod ruinami pewnego miasta na pustyni odnalazł dowody na istnienie „rasy starszej od ludzkości”. Islam był mu obojętny - czcić miał za to nieznane istoty, które nazywał Yog-Sothoth i Cthulhu. Pod koniec swego życia osiadł w Damaszku, gdzie napisał swą słynną księgę Al Azif, znaną później pod nazwą Necronomicon. Dokładne okoliczności jego śmierci lub zniknięcia w 738 roku nie są znane. Według XII-wiecznego biografa, Ebn Khallikana, na oczach wielu świadków, w środku dnia, pochwycić miał go i pożreć niewidzialny potwór.

## Imię
W listach do Roberta E. Howarda Lovecraft utrzymuje, że imię Abdul Alhazred wymyślił dla siebie samego, gdy był jako dziecko pod wrażeniem lektury Baśni z tysiąca i jednej nocy: „Abdul jest moim ulubionym, wyśnionym charakterem - w rzeczywistości tak właśnie zwykłem nazywać siebie kiedy miałem pięć lat, będąc oddanym miłośnikiem Arabskich nocy w tłumaczeniu Andrew Langa” (fragment listu z 14 sierpnia 1930 roku); „Przeczytałem Arabskie noce gdy miałem pięć lat. W tych dniach zwykłem zakładać turban, malować sobie na twarzy brodę i nazywać siebie wymyślonym imieniem (Allah tylko wie skąd je wziąłem) Abdul Alhazred” (fragment listu z 4 października 1930 roku). W innym liście, skierowanym do Harry’ego O. Fischera, Lovecraft przyznaje, że postanowił nadać to właśnie imię autorowi Necronomiconu: „Imię 'Abdul Alhazred' jest tym, które jeden z dorosłych (nie pamiętam który) wymyślił dla mnie gdy miałem pięć lat i pragnąłem zostać Arabem po przeczytaniu Arabskich nocy. Wiele lat później pomyślałem, iż byłoby zabawnie użyć go jako imienia autora zakazanej księgi” (fragment listu z końca lutego 1937 roku).
Używane przez Lovecrafta imię Abdul Alhazred nie jest prawidłowym imieniem arabskim, jako że przyrostek -ul ze słowa Abdul jest tożsamy z przedrostkiem al- ze słowa Alhazred - poprawna wersja tego nazwiska powinna brzmieć Abd el-Hazred. Błąd ten wyniknął najprawdopodobniej ze słabej znajomości arabskiego Lovecrafta.